# محمدعلی معین‌زاده موسوی
محمد علی معین‌زاده موسوی سیاست‌مدار و مدیر ارشد اجرایی ایرانی بود، که در دوره بیستم مجلس شورای ملی بعنوان نماینده دشت آزادگان از استان خوزستان در مجلس شورای ملی حضور داشت.